# Meikirch

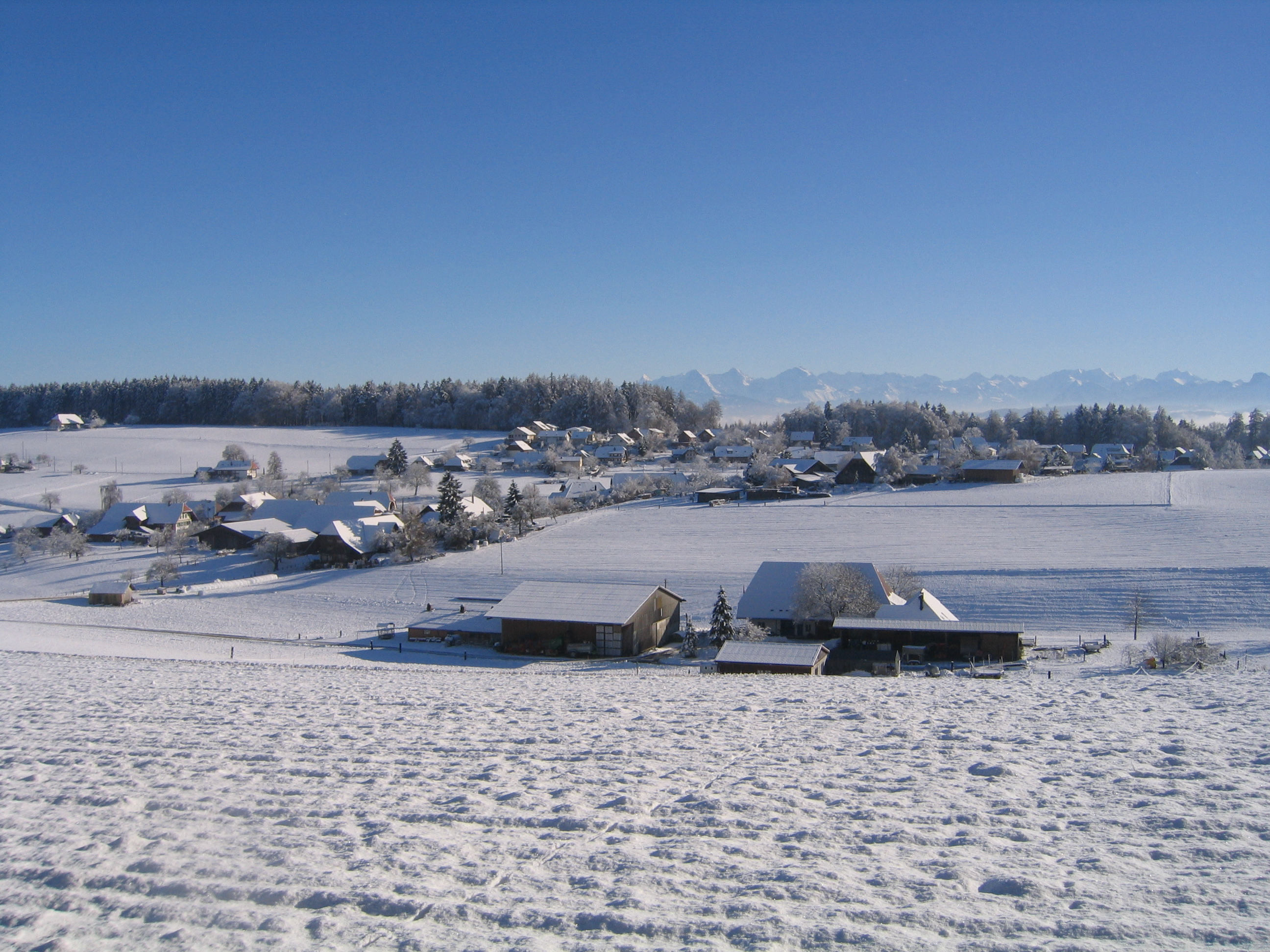
Wioska Wahlendorf w gminie Meikirch zimą

Meikirch – gmina (niem. Einwohnergemeinde) w Szwajcarii, w kantonie Berno, w regionie administracyjnym Bern-Mittelland, w okręgu Bern-Mittelland. Graniczy z gminami Kirchlindach, Schüpfen, Seedorf, Wohlen bei Bern.

## Historia
Miejscowość Meikirch została po raz pierwszy wspomniana w 1208 roku jako Mönchilcha.
Kościół w Meikirch po raz pierwszy został wspomniany w dokumentach w 1275 roku, jednak został zbudowany w VII i VIII wieku na ruinach dawnej rzymskiej willi. Podczas reformacji w 1528 roku kościół został przekształcony na nowe wyznanie.

## Demografia
W Meikirch 31 grudnia 2020 roku mieszkało 2 526 osób. W 2020 roku 7,4% populacji gminy stanowiły osoby urodzone poza Szwajcarią.
W 2000 roku 95,4% populacji mówiło w języku niemieckim, a 1,8% w języku francuskim i języku włoskim.
Zmiany w liczbie ludności są przedstawione na poniższym wykresie:

## Transport
Przez teren gminy przebiega droga główna nr 236.